# معماری دیجیتال
معماری دیجیتال به استفاده از مدل سازی کامپیوتر، برنامه‌نویسی، شبیه‌سازی و تصویربرداری برای ایجاد اشکال مجازی و ساختارهای فیزیکی گفته می‌شود. این اصطلاح همچنین برای دیگر جنبه‌های معماری که در آنها از قابلیت‌های فناوری دیجیتال استفاده شده است به‌کار می‌رود. معماری دیجیتال به عمد رویکردهای متنوعی داشته و هیچ جنبش خاص معماری را معرفی نمی‌کند. با وجود این آنچه معماران، طراحان و متفکران دیجیتال را گردهم می‌آورد، تمرین استفاده از تکنولوژی دیجیتال، برای پیوند طراحی و ساخت در پروژه‌های معماری است. با استفاده از ابزار دیجیتال، هوشمندی طراح گسترش می‌یابد.
معماری دیجیتال می‌تواند یک تئوری جدید در معماری باشد. اگر از آن برای کمک به فرایند تفکر طراحی استفاده شود روش طراحی مبتنی بر باهاوس دوباره بازتعریف خواهد شد. از طرفی دیگر، تئوری طراحی در رنسانس تاحد زیادی به وسیله طراحی به کمک کامپیوتر و طراحی با کامپیوتر تغییر خواهد کرد.
معماری دیجیتال همچنین می‌تواند به عنوان یک انقلاب که تاریخ و سبک زندگی بشر را تغییر می‌دهد، تعریف شود.

## پیشینه

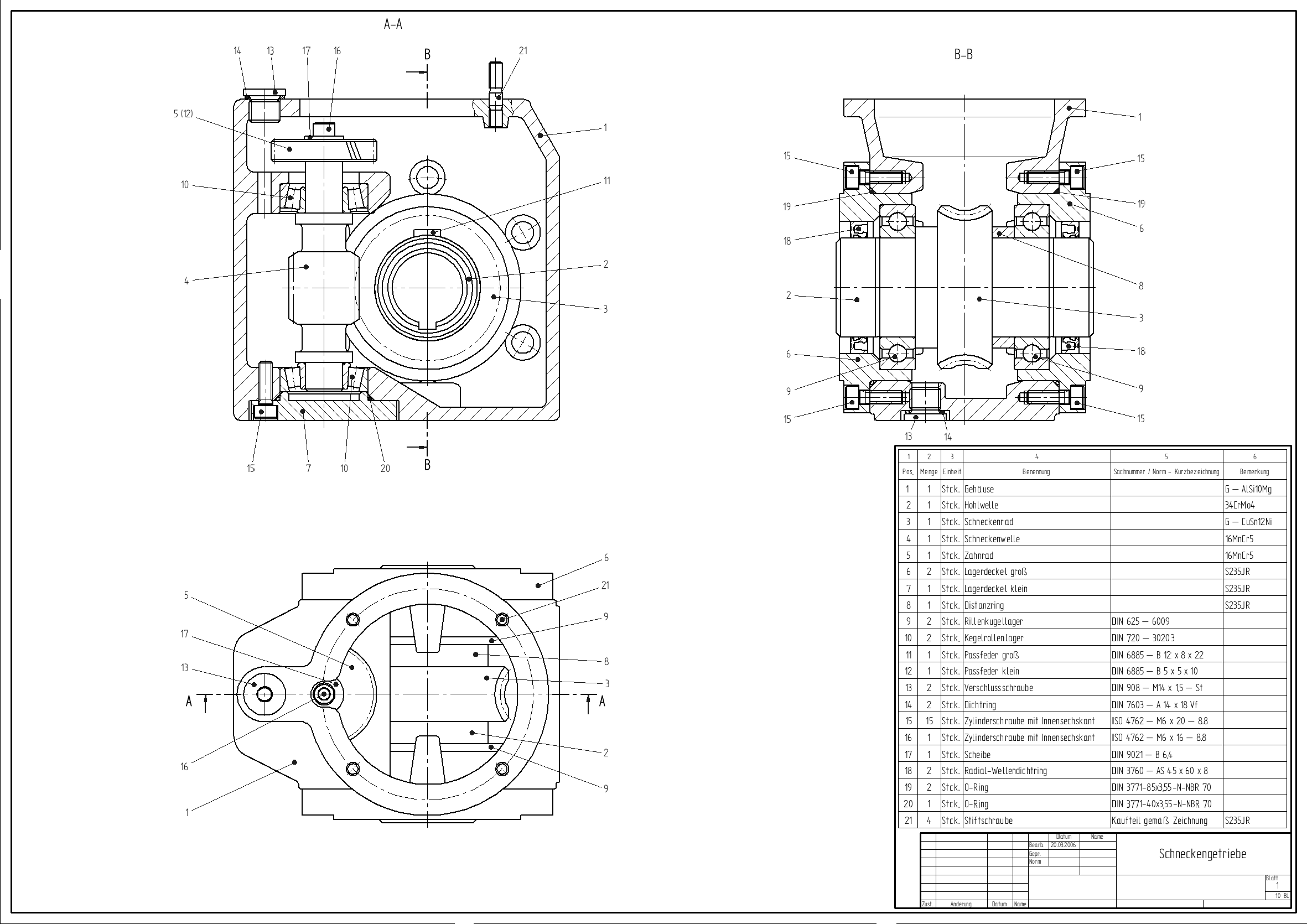
نمونه: ترسیم دوبعدی، طراحی به کمک رایانه

ایوان ساترلند در سال ۱۹۶۲، به‌عنوان تز خود نخستین صفحه لمسی را طراحی کرد که بعدها مبنای ساخت قلم‌های نوری شد و امکان ورود طراحی‌های دستی را به صفحه مانیتور فراهم آورد.
دنیای تجزیه و تحلیل دیجیتال تقریباً از این دهه (۱۹۶۰) به کمک طراحی معماری آمد. در آن زمان پروژه‌هایی مانند خانه اپرای سیدنی در مرحله طراحی بودند که برای مدل‌سازی و برنامه‌ریزی نحوه اجرای آن، استفاده از امکانات کامپیوتری ضروری می‌نمود. به تدریج و با ورود بیشتر این امکانات و فناوری‌ها به معماری، طراحی معماری نیز دستخوش تغییرات شده و فرم‌ها به سمت احجامی که تقریباً هیچ محدودیتی در ساخت آنها نداشت، پیش رفتند. اولین برنامه‌ای که نصب شده بود به دهه 1961برمی‌گردد، هدف از آن صرفه‌جویی در زمان بود. طراحی به کمک رایانه همچنین به عنوان کَد (CAD) شناخته می‌شود که در اصل یک نوع برنامه برای استفاده معماران بود.

## طراحی دیجیتال
محیطی که طراحی دیجیتال در آن صورت می‌پذیرد، محیط نرم‌افزارهای کامپیوتری است.

## تولید  دیجیتال

یک سری تصاویر از ساختمانهای طراحی شده با استفاده از پروژه دیجیتال

پیشگامان معماری همانند فرانک گری و گرگ لین نشان دادند که ساختن فرم‌های افراطی با تولید دیجیتال امکان پذیر است. امروزه انتقال طرح‌ها و مدل‌های کامپیوتری به ماشین آلات با کنترل کامپیوتر ممکن شده به طوری که عناصر و اجزای ساختمانی واقعی را تولید می‌کنند.
دقتی که تولید دیجیتال برای طراحان فراهم می‌کند، به آنها اجازه می‌دهد تا فرم‌های پیچیده‌تر و با سهولت و کنترل بیشتری خلق کنند. بهبود در روش‌های تولید دیجیتال دو پیشرفت اساسی را اجازه می‌دهد: اول ایده کاهش مقاومت مورد نیاز برای ساخت و ساز، و دیگری سفارش انبوه‌سازی به عنوان یک واقعیت فیزیکی.